# 市川俊英
市川 俊英（いちかわ としひで、1954年9月27日 - ）は、日本の実業家。東京ミッドタウンマネジメント代表取締役社長、三井ホーム代表取締役社長を経て、同社常任相談役兼三井不動産グループ顧問。住宅生産団体連合会副会長、日本ツーバイフォー建築協会会長。藍綬褒章受章。建設事業関係功労者等国土交通大臣表彰受賞。

## 人物・経歴
熊本県八代市出身。八代市立第二中学校、熊本県立熊本高等学校を経て、1977年一橋大学商学部を卒業し、三井不動産株式会社に入社。人事部門を経て、建築物管理部門を担当。
2003年4月三井不動産株式会社六本木プロジェクト推進部長、2005年4月三井不動産株式会社執行役員六本木プロジェクト推進部長、2005年8月三井不動産株式会社執行役員東京ミッドタウン事業部長。東京ミッドタウンマネジメント株式会社代表取締役社長も務め、2007年の東京ミッドタウン開業時にはグランドオープニングセレモニーで挨拶及びテープカットを行った。
2008年4月三井不動産株式会社常務執行役員東京ミッドタウン事業部長、2009年4月三井不動産株式会社常務執行役員アコモデーション事業本部長、2011年6月三井不動産株式会社常務取締役アコモデーション事業本部長。
2013年4月三井ホーム株式会社顧問、2013年6月三井ホーム株式会社代表取締役社長。アベノミクスなどによる好況感を追い風に、システム化などを進めた。また高齢化社会への対応としては、高齢者向け施設の木造での受注などを行った。この間、2013年から一般社団法人日本ツーバイフォー建築協会会長及び一般社団法人住宅生産団体連合会副会長。一般財団法人住宅生産振興財団理事なども務めた。2017年7月、建設事業関係功労者等国土交通大臣表彰を受賞し、受賞者代表としてあいさつを述べた。2018年秋の褒章で藍綬褒章受章。
2019年4月1日、三井ホーム常任相談役兼三井不動産グループ顧問に就任、2019年6月、JR九州社外取締役に就任。
2023年6月、三井ホーム常任相談役兼三井不動産グループ顧問を退任。
2024年4月、フロンティア不動産投資法人執行役員に就任。同年6月、九州旅客鉄道株式会社社外取締役を退任。